# Selbstlosigkeit
Die Selbstlosigkeit ist die zentrale steuerrechtliche Voraussetzung für die Feststellung der Gemeinnützigkeit im Sinne der Abgabenordnung (AO). Eine selbstlose Tätigkeit im Sinne des § 55 AO ist die Förderung oder Unterstützung, „wenn dadurch nicht in erster Linie eigenwirtschaftliche Zwecke - zum Beispiel gewerbliche Zwecke oder sonstige Erwerbszwecke - verfolgt werden “. Die Uneigennützigkeit ist vollumfänglich nur gegeben, wenn die Satzung eine Förderung der Allgemeinheit vorschreibt und auch die tatsächliche Geschäftsführung alle Mittel dementsprechend einsetzt. Das Gebot der Selbstlosigkeit erlaubt der Körperschaft zwar, Gewinne zu erwirtschaften, allerdings darf der Gesamtumfang der Tätigkeit nicht in erster Linie auf die Mehrung des eigenen Vermögens gerichtet sein. Die Verwendung sämtlicher Gewinne – ob aus Zweckbetrieb, Wirtschaftlichem Geschäftsbetrieb oder Vermögensverwaltung – unterliegt darüber hinaus strikten Regeln und die Missachtung der Ausschlussmerkmale führt zum Verlust der Steuerbegünstigung.

## Grundsatz der satzungsmäßigen Mittelverwendung
Sämtliche Mittel der Körperschaft dürfen nur für die Verwirklichung der satzungsmäßigen Zwecke verwendet werden. Steuerschädlich ist die Verfolgung anderer, nicht durch die Satzung vorgegebener Zwecke. Dabei spielt es keine Rolle, dass die satzungsfremden Zwecke ggf. auch als gemeinnützig anerkannt sind. Zulässig wäre allenfalls die Festschreibung mehrerer gemeinnütziger Zwecke, die von der Körperschaft zu verfolgen sind (z. B. neben der Altenpflege auch die Kinder- und Jugendhilfe).
Des Weiteren darf die Körperschaft keine Personen durch Ausgaben, die dem Zweck der Körperschaft fremd sind, oder durch unverhältnismäßig hohe Vergütungen begünstigen. Unter anderem ist es also nicht zulässig, Mitgliedern der Körperschaft finanzielle Zuwendungen zu machen, die über allgemein übliche und als angemessen angesehene Annehmlichkeiten hinausgehen. Auch unüblich hohe Vergütungen für Vorstand oder Geschäftsführer sind eine schädliche Mittelverwendung. Daneben liegt regelmäßig eine nicht selbstlose Verwendung von Mitteln vor, wenn die Kosten für Verwaltung, einschließlich des Fundraising, einen angemessenen Rahmen übersteigen. Nach der Gründungs- und Aufbauphase, während derer ein Anteil der Verwaltungskosten von über 50 % noch unschädlich sein kann, ist es – je nach den Umständen des Einzelfalls – eine Mittelfehlverwendung, wenn mehr als die Hälfte der gesamt vereinnahmten Mittel für Verwaltung und Spendenwerbung verwendet werden.

## Grundsatz der Vermögensbindung
Eine wesentliche Voraussetzung für die Selbstlosigkeit ist die Vermögensbindung über das Ende der Körperschaft hinaus. Damit soll verhindert werden, dass Vermögen, das sich durch die Vorschriften der AO steuerfrei gebildet hat, nach der Beendigung oder Wegfall des bisherigen Zwecks zu nicht begünstigten Zwecken eingesetzt wird. Daher dürfen Mitglieder der Körperschaft bei ihrem Ausscheiden oder bei der Liquidation der Körperschaft nicht mehr als ihre eingezahlten Kapitalanteile zurückerhalten. Das darüber hinausgehende Vermögen darf nur für steuerbegünstigte Zwecke verwendet werden. Damit diese Voraussetzung erfüllt ist, muss die Satzung vorgeben, dass bei einer Auflösung das Vermögen einer anderen steuerbegünstigten Körperschaft oder einer Körperschaft des öffentlichen Rechts für steuerbegünstigte Zwecke übertragen werden soll.

## Grundsatz der zeitnahen Mittelverwendung
Die Körperschaft muss ihre Mittel grundsätzlich „zeitnah“ (§ 55 der Abgabenordnung) für ihre steuerbegünstigten satzungsmäßigen Zwecke verwenden. Als zeitnah gelten Mittel verwendet, wenn diese spätestens in dem auf den Zufluss folgenden zwei Kalenderjahren für die Verwirklichung der steuerbegünstigten und satzungsmäßigen Zwecke eingesetzt werden. Verwendung in diesem Sinne ist auch die Anschaffung oder Herstellung von Vermögensgegenständen, die satzungsmäßigen Zwecken dienen. Eine Ausnahme von diesem Grundsatz liegt in der gesetzlich zulässigen Bildung von zweckgebundenen bzw. freien Rücklagen.
Die Vergabe von Darlehen kann dem Gebot der zeitnahen Verwendung entsprechen, wenn die Gesellschaft mit der Darlehensgewährung ihre Zwecke unmittelbar verwirklicht (z. B. Gewährung eines Stipendiums auf Rückzahlungsbasis) oder das Darlehen einer anderen gemeinnützigen Körperschaft zur zeitnahen Verwirklichung ihrer Zwecke zur Verfügung gestellt wird.